# Алмати-2
Алмати-2 (каз. Алматы-2 стансасы) — залізнична станція, розташована в місті Алмати, Казахстан, і є однією з двох головних станцій міста. Станція обслуговує в середньому близько 5000 осіб. Проте влітку пасажиропотік людей зростає до 10 000 осіб. Розташований у центрі міста, він є основним пунктом відправлення пасажирів у всіх напрямках, у тому числі за кордоном.

## Історія
Станція була побудована на місці зруйнованого 1921 року цвинтаря.